# Nati nel 1544
| Questa pagina contiene informazioni ricavate automaticamente dalle voci biografiche con l'ausilio del template Bio e di un bot. L'aggiornamento è periodico e automatico e ricostruisce completamente la pagina. Se manca una persona in questa lista, sei pregato di non aggiungerla, ma accertati piuttosto che la sua voce biografica contenga il template Bio e che i dati anagrafici siano correttamente compilati. Se il template Bio manca, inseriscilo tu stesso o, in alternativa, metti l'avviso {{tmp\|Bio}} che ne segnala la mancanza. Se i dati riportati sono sbagliati, correggi direttamente la voce biografica; le modifiche saranno visibili in questa lista entro pochi giorni. Per chiarimenti vedi il progetto biografie. La lista contiene solo le 66 persone che sono citate nell'enciclopedia e per le quali è stato implementato correttamente il template Bio. Pagina aggiornata al 18 mag 2025. |

## Gennaio(2)
- 19 gennaio - Francesco II di Francia, re († 1560)
- 30 gennaio - Giorgio Basta, generale e mercenario italiano († 1607)

## Febbraio(1)
- 3 febbraio - César de Bus, presbitero francese († 1607)

## Marzo(1)
- 11 marzo - Torquato Tasso, poeta, scrittore e drammaturgo italiano († 1595)

## Aprile(3)
- 11 aprile - Ottavio Mirto Frangipani, arcivescovo cattolico italiano († 1612)
- 20 aprile - Renata di Lorena, nobile francese († 1602)
- 29 aprile - Jean Baptiste de la Barrière, religioso francese († 1600)

## Maggio(3)
- 1º maggio - Giovanni Maria Nosseni, architetto, scultore e scrittore svizzero († 1620)
- 5 maggio - Johann Conrad Meyer, giurista e politico svizzero († 1604)
- 24 maggio - William Gilbert, fisico britannico († 1603)

## Luglio(2)
- 25 luglio - Jacopo Zanguidi, pittore italiano († 1574)
- 28 luglio - Ferrante Gonzaga, nobile e condottiero italiano († 1586)

## Agosto(2)
- 9 agosto - Boghislao XIII di Pomerania, duca († 1606)
- 16 agosto - Urbano Monti, geografo e cartografo italiano († 1613)

## Settembre(4)
- 14 settembre - Stanislaw Reszka, gesuita e diplomatico polacco († 1600)
- 17 settembre - Virginia della Rovere, italiana († 1571)
- 27 settembre - Takenaka Shigeharu, militare giapponese († 1579)
- 29 settembre - Romolo del Tadda, scultore italiano († 1621)

## Ottobre(1)
- 1º ottobre - Giacomo di Nevers, nobile francese († 1564)

## Novembre(2)
- 1º novembre - Prospero Farinacci, giurista, avvocato e magistrato italiano († 1618)
- 15 novembre - Dorotea Susanna di Wittelsbach-Simmern, nobile tedesca († 1592)

## Dicembre(3)
- 17 dicembre - Nicolas Brûlart de Sillery, politico e nobile francese († 1624)
- 23 dicembre - Anna di Sassonia, principessa tedesca († 1577)
- 26 dicembre - Stefano Pieri, pittore italiano († 1629)

## Senza giorno specificato(42)
- Pedro de Agurto, vescovo cattolico messicano († 1608)
- Jakob Ayrer, drammaturgo tedesco († 1605)
- Richard Bancroft, arcivescovo anglicano inglese († 1610)
- Girolamo Bardi, religioso, letterato e storico italiano († 1594)
- Giacomo Bosio, storico italiano († 1627)
- John Boste, presbitero inglese († 1594)
- Giovanni Botero, gesuita, scrittore e filosofo italiano († 1617)
- Giulio Capilupi, letterato e matematico italiano
- Maddalena Casulana, compositrice, cantante e liutista italiana († 1599)
- Tiberio Cerasi, religioso e banchiere italiano († 1601)
- Baptiste Androuet du Cerceau, architetto francese († 1602)
- Abramo Colorni, ingegnere, architetto e inventore italiano († 1599)
- Gillis van Coninxloo, pittore fiammingo († 1607)
- Heinrich Decimator, astronomo e teologo tedesco († 1615)
- Bartolomeo Dionigi, traduttore e religioso italiano († 1613)
- Ambrosius Francken I, pittore e disegnatore fiammingo († 1618)
- Furuta Oribe, giapponese († 1615)
- Robert Garnier, poeta e drammaturgo francese († 1590)
- Dirck Gerritszoon Pomp, navigatore olandese († 1608)
- Gevherhan Sultan, principessa ottomana († 1624)
- Raffaello Gualterotti, poeta, filosofo e astrologo italiano († 1638)
- Giovanni Guerra, pittore e disegnatore italiano († 1618)
- Dirk Hendricksz, pittore olandese († 1618)
- Dorisio Isorelli, compositore italiano († 1632)
- Hartmann II del Liechtenstein, nobile boemo
- Muzio Mattei, nobile e politico italiano († 1619)
- Francisco de Medina, letterato spagnolo († 1615)
- Nagano Narimori, militare giapponese († 1566)
- Juan Orozco Covarrubias y Leiva, vescovo cattolico spagnolo († 1610)
- Filippo Paladini, pittore italiano († 1614)
- Hasan Pascià, ammiraglio ottomano († 1591)
- Girolamo Pollini, storico e presbitero italiano († 1611)
- Poppi, pittore italiano († 1597)
- Rajasimha I di Sitawaka, sovrano singalese († 1593)
- Giambattista Brusasorzi, pittore italiano
- José de Sigüenza, storico, poeta e teologo spagnolo († 1606)
- Tsuchiya Masatsugu, militare giapponese († 1575)
- Antoine du Verdier, scrittore francese († 1600)
- George Whetstone, drammaturgo inglese († 1587)
- Yamada Arinobu, militare giapponese († 1609)
- Yamanoue Sōji, monaco buddista giapponese († 1590)
- Guillaume de Salluste Du Bartas, poeta francese († 1590)